# The Hu
The Hu (estilizado en ocasiones como The HU) es una banda de metal folclórico mongola cuyos instrumentos son principalmente mongoles, incluido el morin juur, e incluye el canto de garganta de Mongolia. La banda lanzó su primer álbum el 13 de septiembre de 2019, un disco en el que dijeron haber trabajado durante siete años.
Dos vídeos en YouTube lanzados en otoño de 2018 habían acumulado decenas de millones de visitas hasta enero de 2019. El título del álbum es The Gereg, por un pasaporte diplomático de la época de Gengis Kan. La banda llama a su estilo de música «rock huno», siendo hu una palabra de raíz mongola para «humano». Posee una fuerte influencia de la música industrial. El nombre de su productor es Dashdondog.

## Reseña
Los vídeos de sus canciones «Yuve Yuve Yu» (28 de septiembre de 2018) y «Wolf Totem» (16 de noviembre de 2018), han conseguido, para noviembre de 2020, sobre cien millones de visitas. En abril de 2019 «Wolf Totem» llegó al primer lugar de la lista de ventas digitales de canciones de hard rock de Billboard, convirtiéndose así en la primera banda mongola en liderar una lista de Billboard; así como también, «Yuve Yuve Yu» alcanzó el séptimo lugar de la misma lista, mientras que «Wolf Totem» debutó en el vigésimo segundo lugar de la lista Billboard Hot canciones de rock.
El 17 de mayo del 2019 la banda tuvo un encuentro con el presidente de Mongolia, Khaltmaagiin Battulga, quien los felicitó por promover la cultura del país; por este mismo motivo, el 27 de noviembre del mismo año les fue otorgada la Orden de Gengis Kan, la más grande condecoración que puede otorgar el Estado mongol.
El 28 de junio del 2020 cargaron a YouTube un concierto para recaudar fondos en pro de la lucha contra pandemia de COVID-19; mientras que, en una entrevista dada antes del recital señalaron tener planeado lanzar su segundo álbum el 2021.
El 3 de diciembre de 2020 lanzaron una versión de «Sad but True», uno de los mayores éxitos de Metallica, cantada en mongol. Posteriormente versionaron también «Through the Never», también de Metallica, para el álbum homenaje de 2021 The Metallica Blacklist

## Discografía

### Sencillos
- «Yuve Yuve Yu» (2018)
- «Wolf Totem» (2018)
- «Shoog Shoog» (2019)
- «The Gereg» (2019)
- «Sad but True» (2020)
- «Through the Never» (2021)

### Álbumes de estudio
- The Gereg (2019)
- Rumble of Thunder (2022)

### Álbumes en directo
- Live at Glastonbury (2024)